# تنشو: فاتل شادوز
تنشو: فاتل شادوز (بالإنجليزية: Tenchu: Fatal Shadows)‏ (باليابانية: 天誅紅) ، هي لعبة فيديو من نوع أكشن، صدرت اللعبة عام 2004 في اليابان، ثم صدرت بالإنجليزية عام 2005 بالولايات المتحدة وأوروبا ن وتعمل بنظامي بلاي ستيشن 2 وبلاي ستيشن بورتيبل.

## وصلات خارجية
- Official website (Tenchu: Kurenai) (باليابانية)
- Official website (Tenchu: Kurenai Portable) (باليابانية)
- تنشو: فاتل شادوز على موبي غيمز